# Stockton (Kansas)
Stockton – miasto w Stanach Zjednoczonych, w stanie Kansas, siedziba administracyjna hrabstwa Rooks.